# Varrains
Varrains ist eine französische Gemeinde mit 1.282 Einwohnern (Stand: 1. Januar 2022) im Département Maine-et-Loire in der Region Pays de la Loire. Sie gehört zum Arrondissement Saumur und zum Kanton Saumur. Die Einwohner werden Varrinois genannt.

## Geographie
Varrains liegt etwa fünf Kilometer südsüdöstlich des Stadtzentrums von Saumur in der Saumurois. Umgeben wird Varrains von den Nachbargemeinden Saumur im Norden, Osten und Westen, Bellevigne-les-Châteaux mit Chacé im Süden sowie Distré im Westen und Südwesten.

## Bevölkerungsentwicklung
| Jahr                       | 1962 | 1968 | 1975 | 1982 | 1990 | 1999 | 2006 | 2018 |
| Einwohner                  | 1012 | 1106 | 1228 | 1203 | 1179 | 1146 | 1188 | 1223 |
| Quellen: Cassini und INSEE |      |      |      |      |      |      |      |      |

## Sehenswürdigkeiten
- Kirche Saint-Florent
- Herrenhaus von Varrains

Siehe auch: Liste der Monuments historiques in Varrains

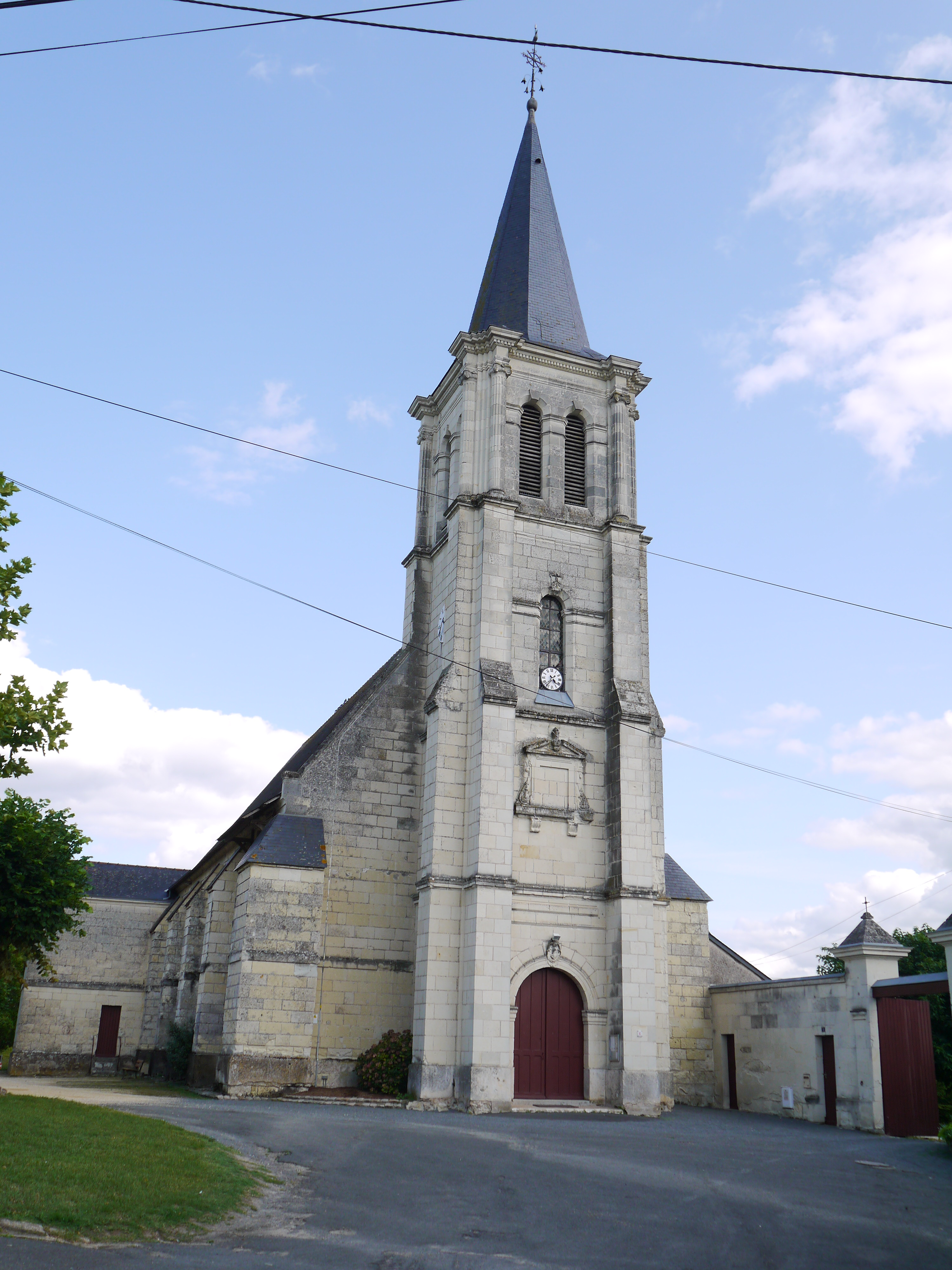
Kirche Saint-Florent
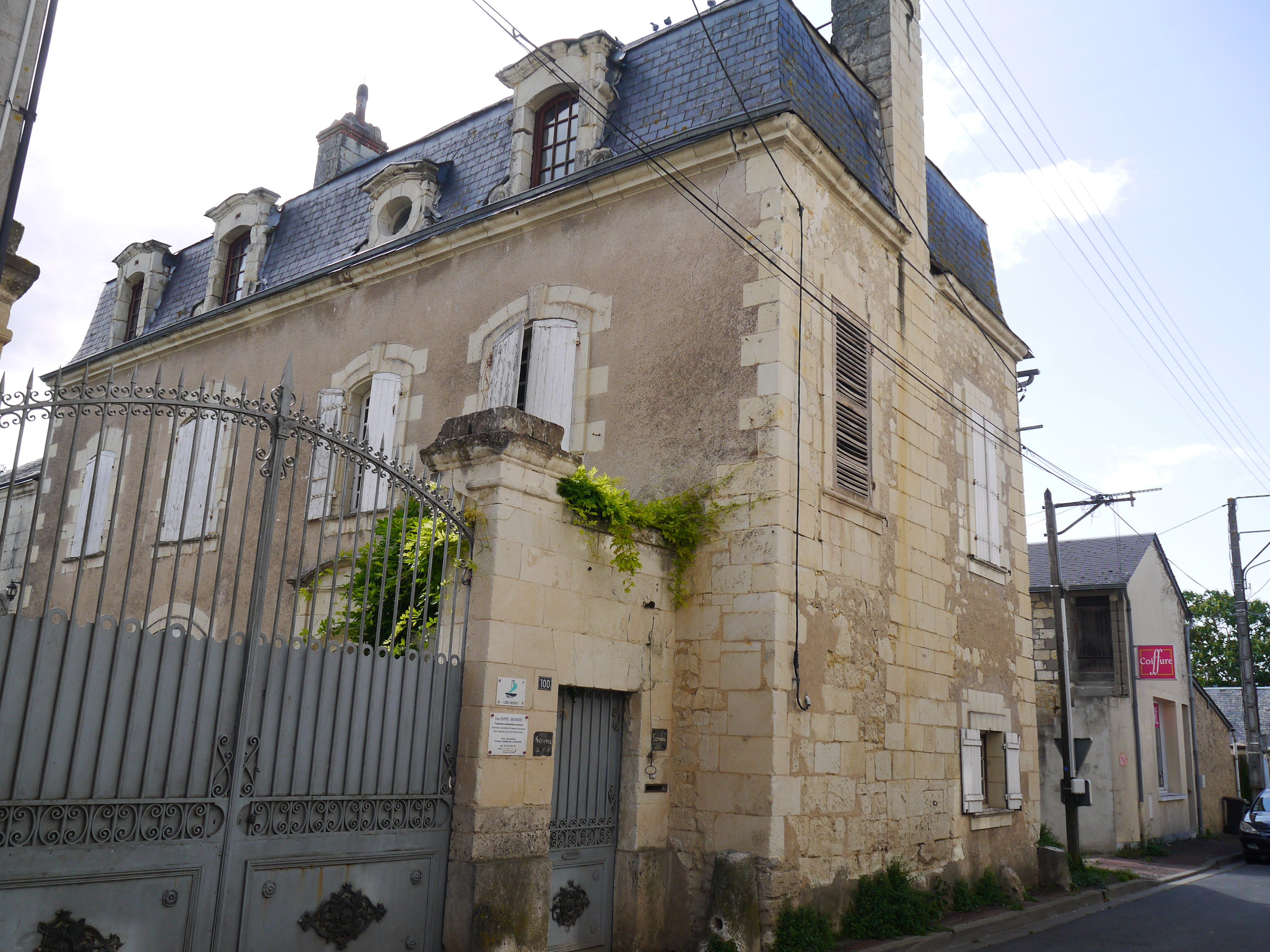
Herrenhaus von Varrains

## Weinbau
Die Rebflächen in der Gemeinde sind Teil des Weinbaugebietes Anjou.

## Persönlichkeiten
- Auguste Bérard (1802–1846), Arzt und Chirurg